# Bolnišnica Katinara
Bolnišnica Katinara (italijansko Ospedale di Cattinara) je glavna bolnišnična ustanova, ki je del Julijsko-soškega univerzitetnega zdravstvenega podjetja (Azienda sanitaria universitaria Giuliano Isontina, ASUGI). Bolnišnica je od leta 2008 akreditirana članica strukture Joint Commission International Academic Hospital. Nahaja se na Reški cesti na Katinari v tržaški soseski, naseljeni s Slovenci.

## Zgodovina
Za javnost je bila odprta 19. marca 1984, odprli so jo maja (po premestitvi bolnikov) v prisotnosti ministra za zdravje Costanteja Degana, kmalu zatem pa je postala sedež Medicinske in kirurške fakultete. V devetdesetih letih prejšnjega stoletja je bila bolnišnica v Trstu priznana kot »bolnišnica nacionalnega pomena in visoke specializacije«. Kasneje je bila ustanovljena še ena pomembna bolnišnična in kirurška ustanova, namenjena boleznim srca in ožilja, tako imenovani »kardiološki pol«, ki so ga odprli maja 2003.

## Struktura
Bolnišnica je zgrajena v petih paviljonih. V enem krilu sta dve 15-nadstropni stolpnici. V medicinskem stolpu so v tretjem nadstropju bolnišnični bolniki in urgenca, v kirurškem stolpu pa bolnišnični bolniki za kirurgijo in dnevno bolnišnico. Kardiološki center se nahaja v polkletnih etažah, do katerih se dostopa z Valdonijeve ulice. Servisna plošča (bar, pulti, ambulante, interne ordinacije) se nahajajo ob trgu, druge ambulante so nasproti, v isti hiši pa je avtobusno postajališče Katinara (bolnišnica) mestnega avtobusnega omrežja Trieste Trasporti.
Avtobusna linija 22 v manj kot pol ure povezuje železniško postajo Center neposredno z bolnišnico.